# Heinrich König (Widerstandskämpfer)
Heinrich König (* 13. April 1886 in Weitmar, heute Bochum; † 7. Mai 1943 ebenda) war ein deutscher Kommunalpolitiker (SPD) und Widerstandskämpfer, der von den Nationalsozialisten ermordet wurde.

## Leben
Heinrich König wuchs in Bochum als Sohn einer Bergmannsfamilie auf. Als 17-Jähriger trat er in den Dienst des Allgemeinen Knappschaftsvereins in Bochum, der nach der Gründung der Reichsknappschaft 1924 in der Ruhrknappschaft aufging, und stieg dort bis zum Obersekretär auf. Ab dem 1. August 1914 nahm er am Ersten Weltkrieg teil. Als Infanterist wurde er im Herbst 1915 bei Ypern durch einen Gewehrschuss schwer verwundet. An den Folgen dieser Verletzung litt er zeitlebens und kehrte erst Ende 1918 schwerkriegsbeschädigt vom Fronteinsatz zurück.
Im Dezember 1918 trat er in die MSPD ein und wurde am 24. März 1919 zum ersten sozialdemokratischen Gemeindevorsteher Weitmars gewählt. Auf konfessionellen Friedhöfen an verschiedenen Orten wurde Todesopfern des Ruhraufstandes 1920 oft eine letzte Ruhestätte verweigert. Dies führte in Weitmar, wo man neun Todesopfern die Bestattung verweigerte, zur Idee der Gründung des kommunalen Friedhofes auf Initiative Königs. Das Amt des Gemeindevorstehers hatte er bis 1924 inne, danach war er bis zur Eingemeindung Weitmars nach Bochum (Gesetz über die kommunale Neugliederung des rheinisch-westfälischen Industriegebiets) am 1. April 1926 Amtsverordneter des Amtes Weitmar. Ab Juni 1926 war er Stadtverordneter für die SPD in Bochum, nach der Kommunalwahl im November 1929 als Fraktionsvorsitzender. Im Sommer 1929 wurde er zudem Vorsitzender des Ortsvereins Groß-Bochum der SPD.
Als Reaktion auf die Machtergreifung der NSDAP 1933 fand am 12. Februar 1933 eine Demonstration der Eisernen Front mit um 10.000 Teilnehmern statt. Bei ihr sprach Franz Vogt die Begrüßungsworte. Bei der Abschlusskundgebung im Schützenhof gab es noch Reden von Fritz Husemann und Heinrich König. Diese dürften vor Verhaftung und Verfolgung bzw. Exil die letzten öffentlichen Auftritte der drei lokal bedeutenden Politiker gewesen sein. Knapp einen Monat später überfiel in der Nacht vom 10. auf den 11. März 1933 ein aus ca. 30 Personen bestehender SA-Trupp das Haus von König. Es kam zu einem Schusswechsel. Nachdem ein Polizist hinzugekommen war, ergab König sich schließlich und wurde zusammen mit seinen beiden Söhnen in Untersuchungshaft ins Bochumer Polizeipräsidium gebracht. Sowohl während des Transports als auch in der U-Haft kam es zu Misshandlungen der Gefangenen durch SA-Männer. Nachdem ein Amtsrichter einen Haftbefehl abgelehnt hatte, wurden König und seine Söhne am 15. März wieder freigelassen. Ihnen gelang die Flucht vor der bereits wieder am Gerichtsgebäude wartenden SA. Nachdem König sich kurzzeitig bei einem Parteifreund in Warstein versteckt hatte, gelang ihm die Flucht ins Saargebiet, wo er im Sommer 1933 gemeinsam mit seiner Frau und seiner Tochter, die inzwischen ebenfalls übersiedelt waren, eine Wohnung in Rilchingen-Hanweiler bezog.
Am 16. Januar 1935, drei Tage nach der Volksabstimmung im Saargebiet, flüchtete König mit seiner Familie nach Frankreich, wo er sich im Sommer 1935 in Agen im südfranzösischen Département Lot-et-Garonne niederließ. Ab November 1940 pachtete er einen seit längerem leerstehenden Bauernhof im etwa 10 km von Agen entfernten Dorf Saint-Hilaire-sur-Garonne und bewirtschaftete diesen. Im Juli 1941 schloss sich König der Résistance im Abschnitt Agen an. Er unterstützte diese unter anderem durch Verstecken von Widerstandskämpfern, Waffen und Flugblättern auf seinem Hof. Am 11. Februar 1943 kontrollierte ein französischer Sicherheitsbeamter in Zivil auf Königs Hof dessen Papiere und nahm ihn anschließend zur genaueren Überprüfung auf das Polizeikommissariat in Agen mit. Dort lieferte die französische Polizei König an die Gestapo aus, die ihn zunächst in das Gestapo-Gefängnis in Toulouse brachte. Danach wurde er ins Gefängnis Fresnes bei Paris überführt und kam schließlich Mitte April 1943 nach weiteren Gefängnisstationen in Saarbrücken und Trier in Bochum an, wo er im Gefängnis des Bochumer Amtsgerichts inhaftiert wurde. Sowohl auf dem Transport nach Bochum als auch in der Haft wurde König immer wieder schwer misshandelt. An den Folgen der Misshandlungen starb König am 7. Mai 1943.

## Ehrungen
Am 5. Dezember 1950 wurde König postum zum Sergent der Résistance ernannt und er erhielt das ehrenvolle Prädikat „mort pour la France“. Im Pariser Immigrationsmuseum (Cité nationale de l’histoire de l’immigration im Palais de la Porte Dorée) dient er als Beispiel für die Deutschen, die während des Dritten Reichs wegen politischer Verfolgung in Frankreich Zuflucht suchten. In dem Museum ist die Schreibmaschine ausgestellt, die König mit nach Frankreich brachte. Auf dem Ehrenmal der Widerstandskämpfer und Deportierten des Départements Lot-et-Garonne in Lacapelle-Biron wurde er mit einer Namenstafel geehrt. Auf dem Kommunalfriedhof Bochum-Weitmar, wo König begraben ist, befindet sich ein Gedenkstein, der anlässlich seines 90. Geburtstages 1976 errichtet wurde. Eine am Friedhof vorbeiführende Straße wurde nach Heinrich König benannt. Am Amtshaus Weitmar an der Hattinger Straße erinnert eine Gedenktafel an König. Am 8. Oktober 2020 wurde ein Stolperstein vor seinem letzten Bochumer Wohnort verlegt.

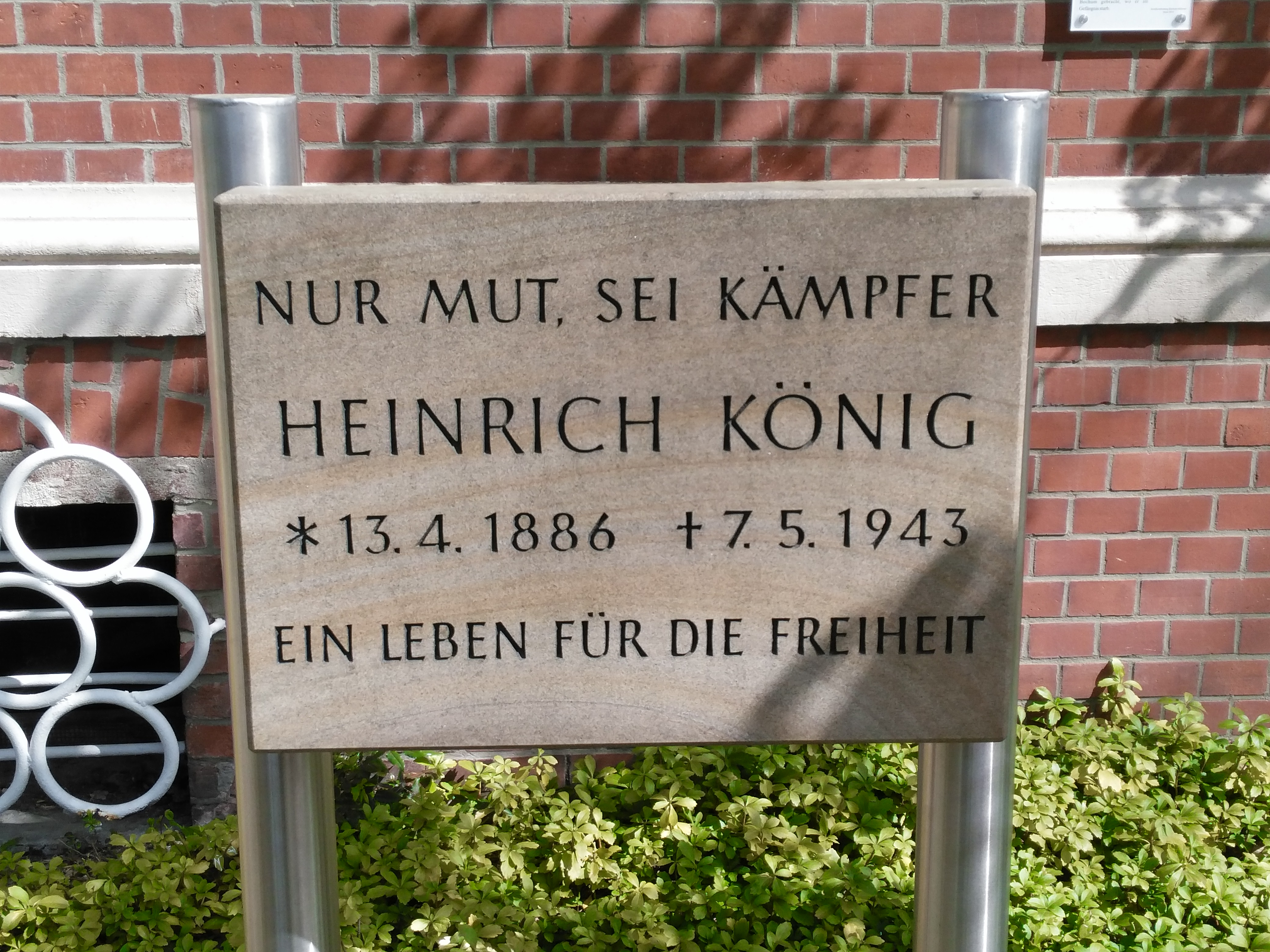
Gedenktafel für Heinrich König am Amtshaus Weitmar
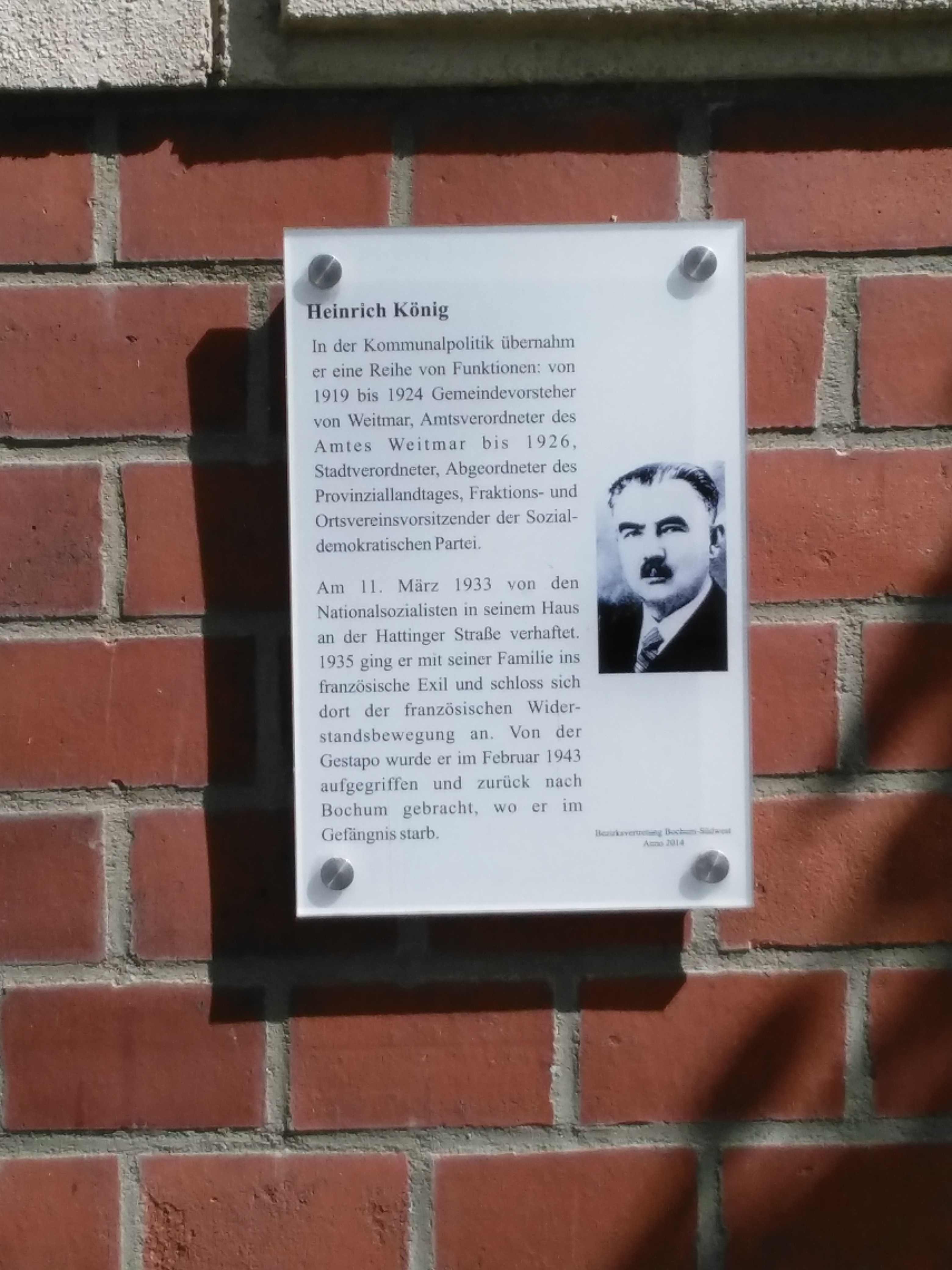
Infotafel zu Heinrich König am Amtshaus Weitmar
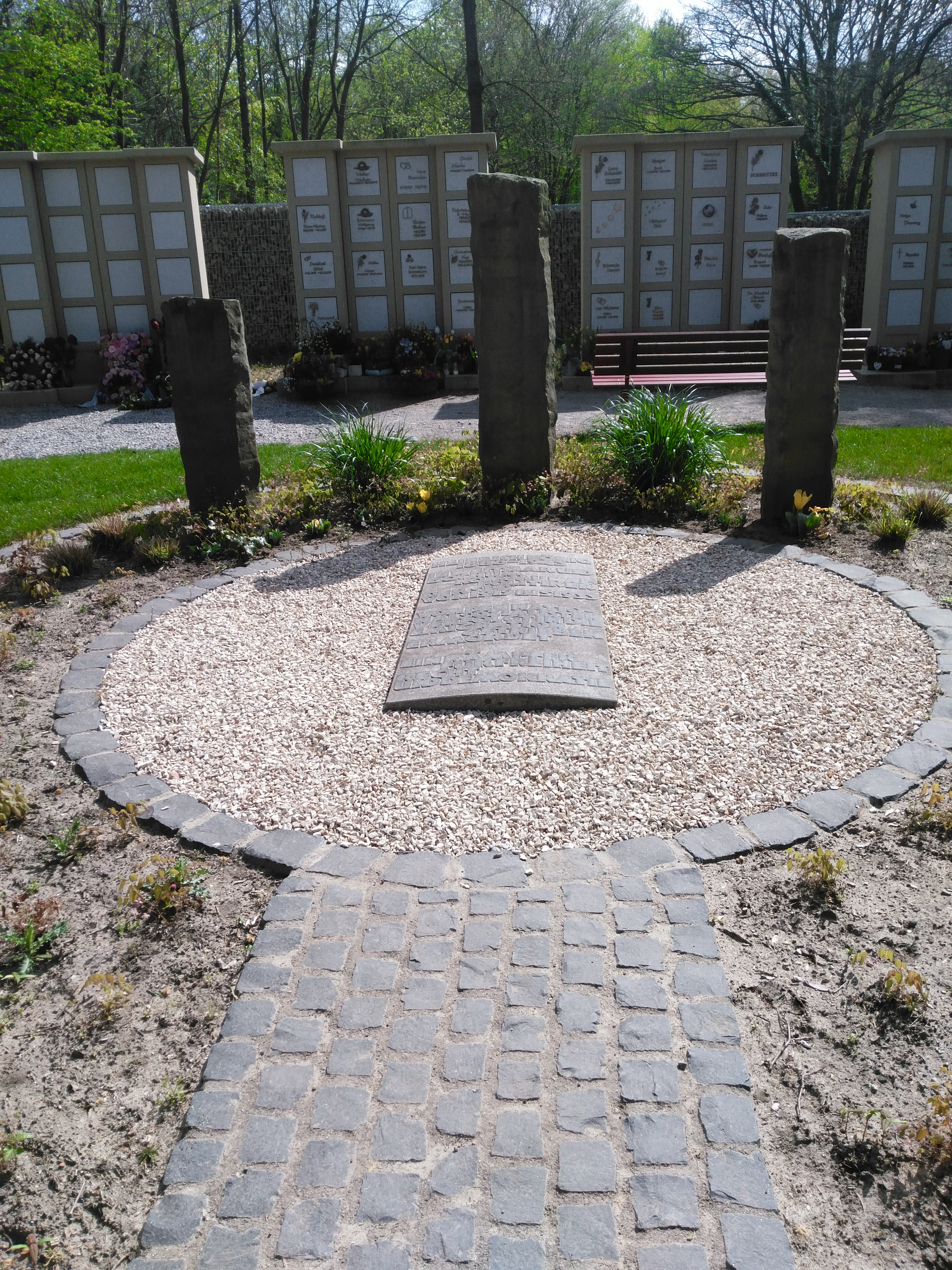
Gedenkstätte für Heinrich König auf dem Kommunalfriedhof in Weitmar
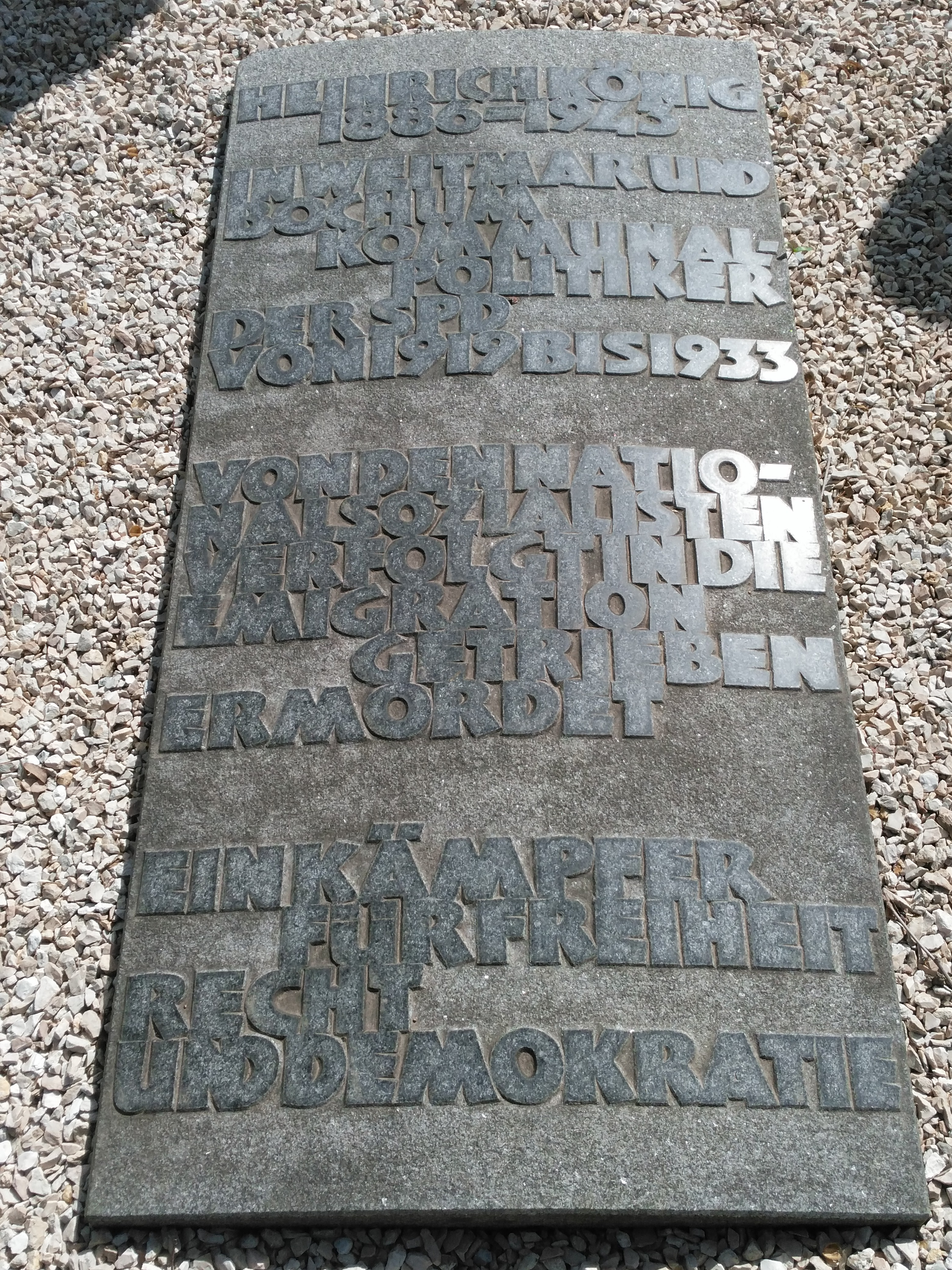
Inschrift des Gedenksteins für Heinrich König auf dem Kommunalfriedhof in Weitmar
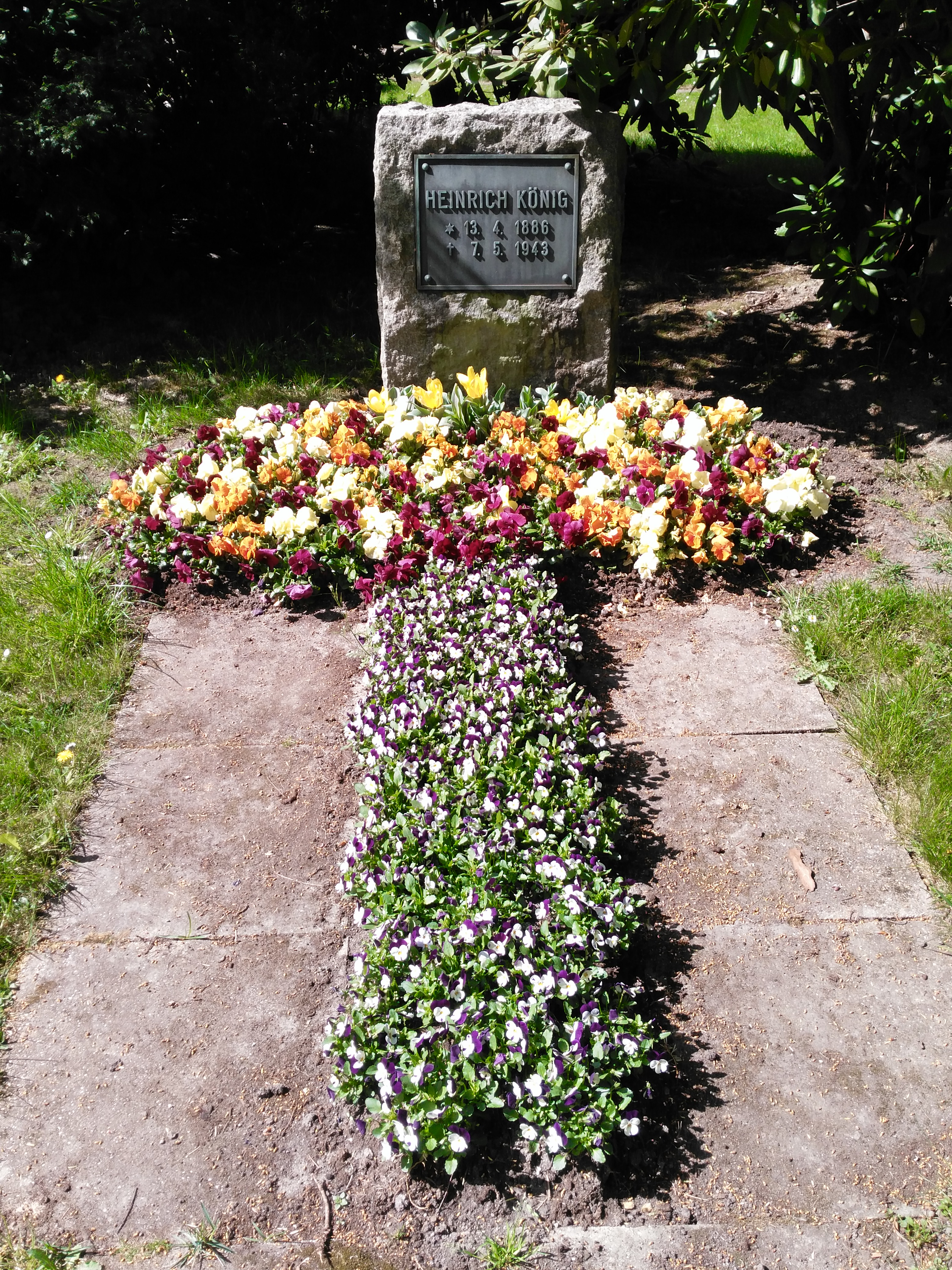
Grab Heinrich Königs auf dem Kommunalfriedhof in Weitmar
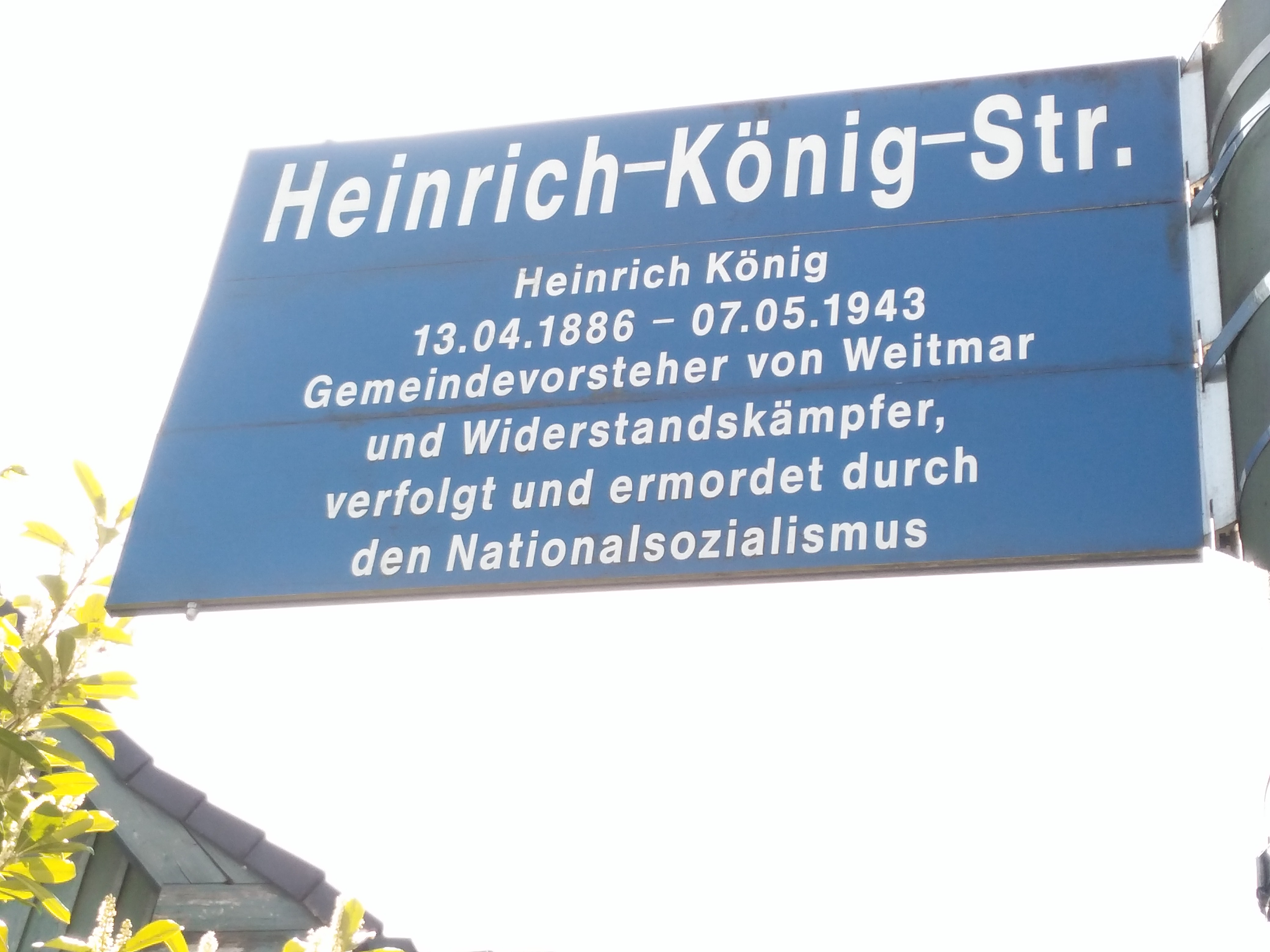
Straßenschild der Heinrich-König-Straße Ecke Hattinger Straße in Bochum-Weitmar
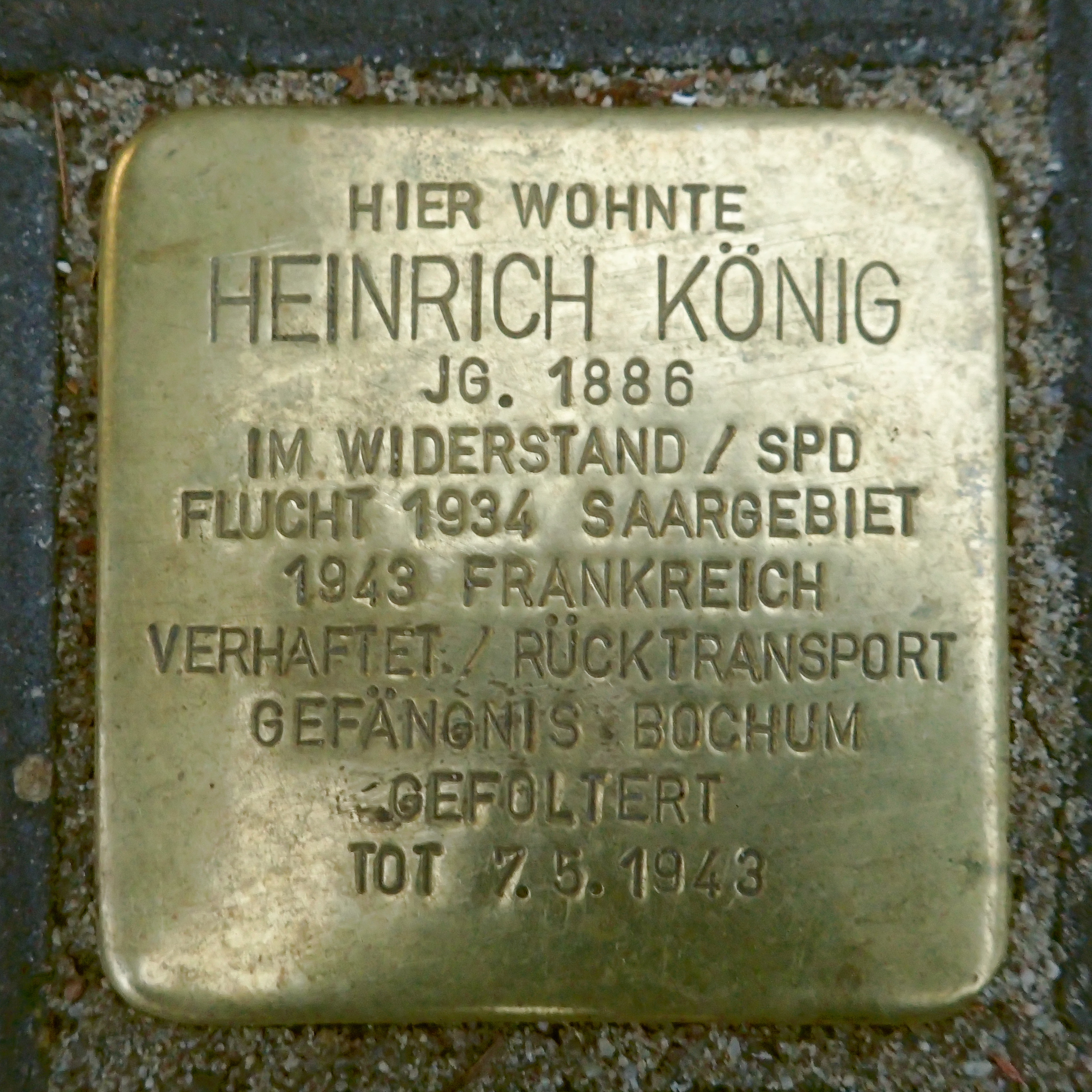
Stolperstein in Bochum-Weitmar, Hattinger Straße 289